# Виммер, Фридрих (ботаник)
Кри́стиан Фри́дрих Ге́нрих Ви́ммер (нем. Christian Heinrich Friedrich Wimmer; 1803—1868) — немецкий (силезский) ботаник и школьный учитель.

## Биография
Кристиан Фридрих Генрих Виммер родился 30 октября 1803 года в Бреслау. Учился в Гимназии имени Фридриха, в 1821 году поступил в Университет Бреслау, где изучал филологию и естественные науки. С 1826 года преподавал в Гимназии, в 1835 году получив статус профессора, а в 1843 году вступил на должность директора.
В 1841 году Фридрих Виммер был избран членом Леопольдины. В 1853 году Университет Бреслау присвоил Виммеру почётную степень доктора философии.
В 1863 году Виммер стал главой инспекции школ района. Он был одним из инициаторов реформы системы образования Бреслау.
Помимо преподавания в школе Виммер занимался также изучением ботаники. Кроме флоры Силезии его также интересовала история ботаники, а также античные представления о систематике. Он издал несколько публикаций о трудах Аристотеля и Теофраста.
В последние годы жизни Фридрих Виммер страдал от приступов астмы. Скончался 12 марта 1868 года. Гербарий Виммера был передан Университету Бреслау (WRSL).

## Некоторые научные работы
- Wimmer, F.; Günther, K.C.; Grabowski, H.E. Enumeratio stripium phanerogamarum quae in Silesia sponte proveniunt. — Vratislaviae, 1824. — 168 p.
- Wimmer, F.; Grabowski, H.E. Flora Silesiae. — Vratislaviae, 1827—1829. — 2 vols.
- Wimmer, F. Flora von Schlesien. — Berlin, 1832. — 400 p.
- Wimmer, F. Phytologiae Aristotelicae fragmenta. — Vratislaviae, 1838. — 98 p.
- Wimmer, F. Flora von Schlesien. — Breslau, Ratibor und Press, 1840. — 464 p.
- Wimmer, F. Neue beiträge zur Flora von Schlesien. — Breslau, 1845. — 225 + 70 + 54 p.
- Wimmer, F. Das Pflanzenreich. — Breslau, 1853. — 192 p.
- Wimmer, F. Salices europaeae. — Vratislaviae, 1866. — 286 p.

## Таксоны растений, названные в честь Ф. Виммера

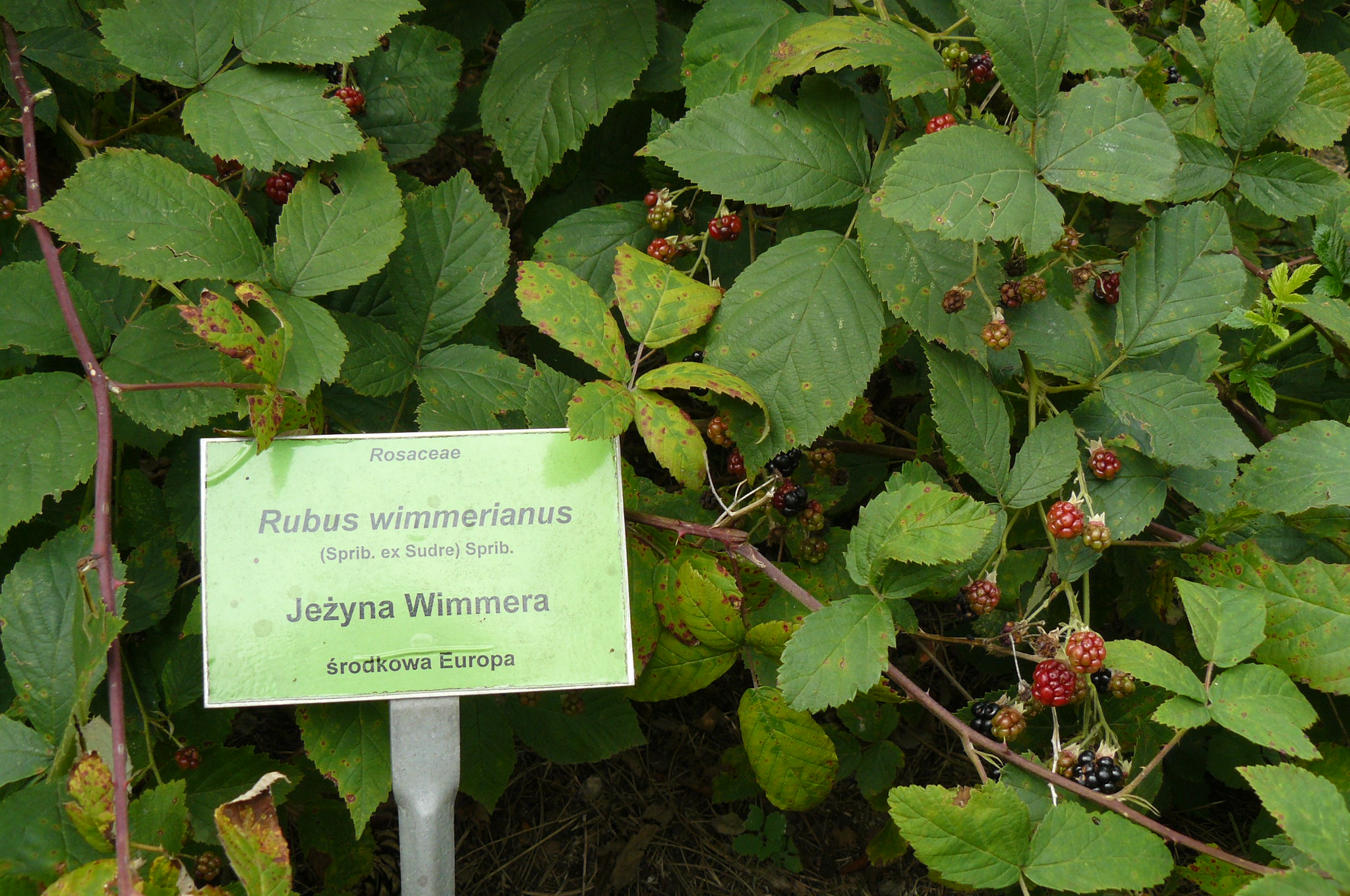

- Wimmeria Schltdl. & Cham., 1831
- Aster wimmeri Sloboda
- Carex wimmeri Steud. = Carex acuta L.
- Cirsium × wimmeri Čelak. = Cirsium × silesiacum Sch.Bip.
- Hieracium wimmeri R.Uechtr. [= Hieracium froelichianum subsp. wimmeri (R.Uechtr.) Gottschl. & Greuter]
- Euphorbia × wimmeriana J.Wagner
- Rubus wimmerianus (Sprib. ex Sudre) Sprib.
- Salix × wimmeriana Gren. & Godr.